# Ceanothus hearstiorum
Ceanothus hearstiorum là một loài thực vật có hoa trong họ Táo. Loài này được Hoover & Roof mô tả khoa học đầu tiên năm 1966.

## Hình ảnh

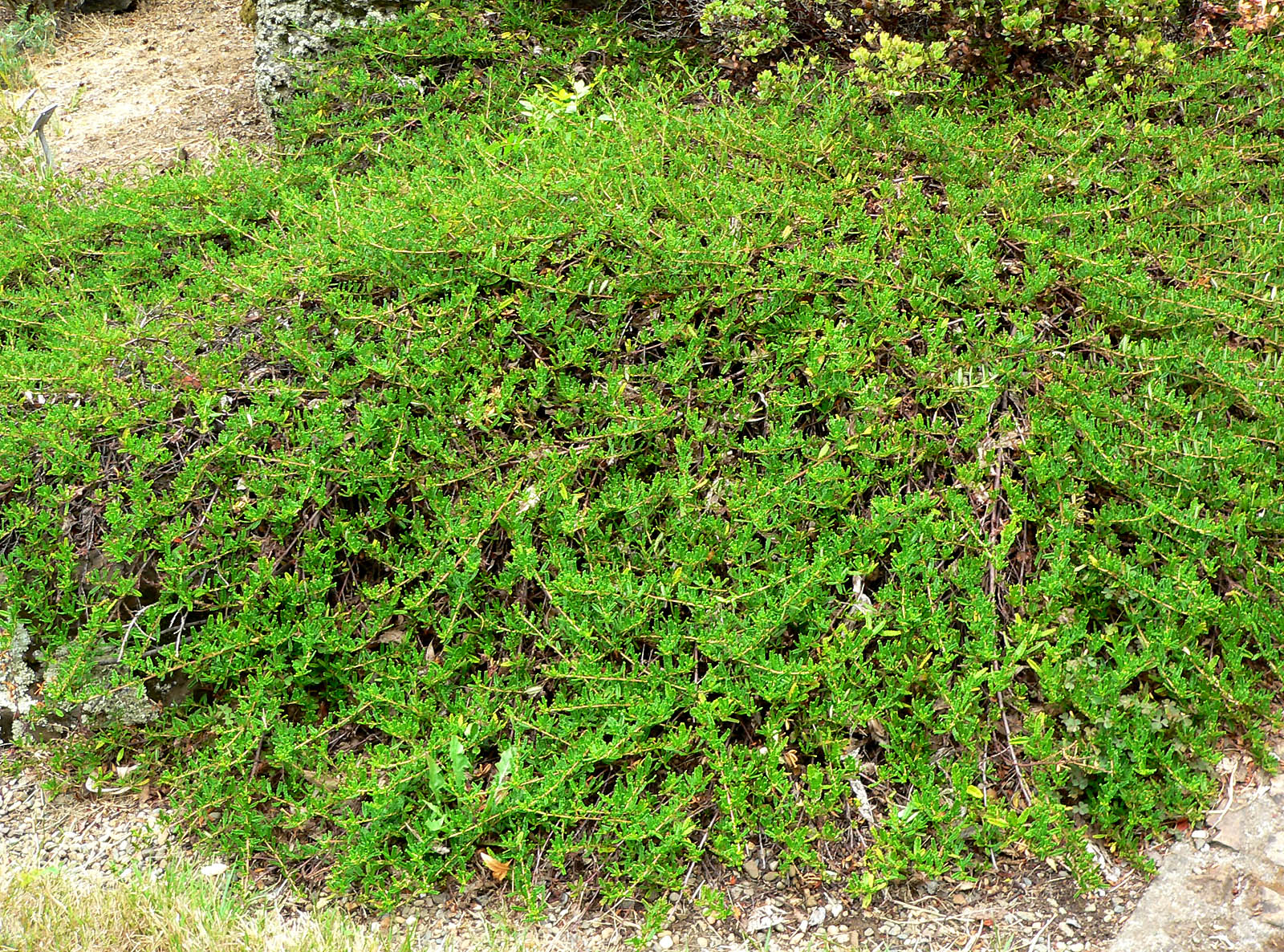
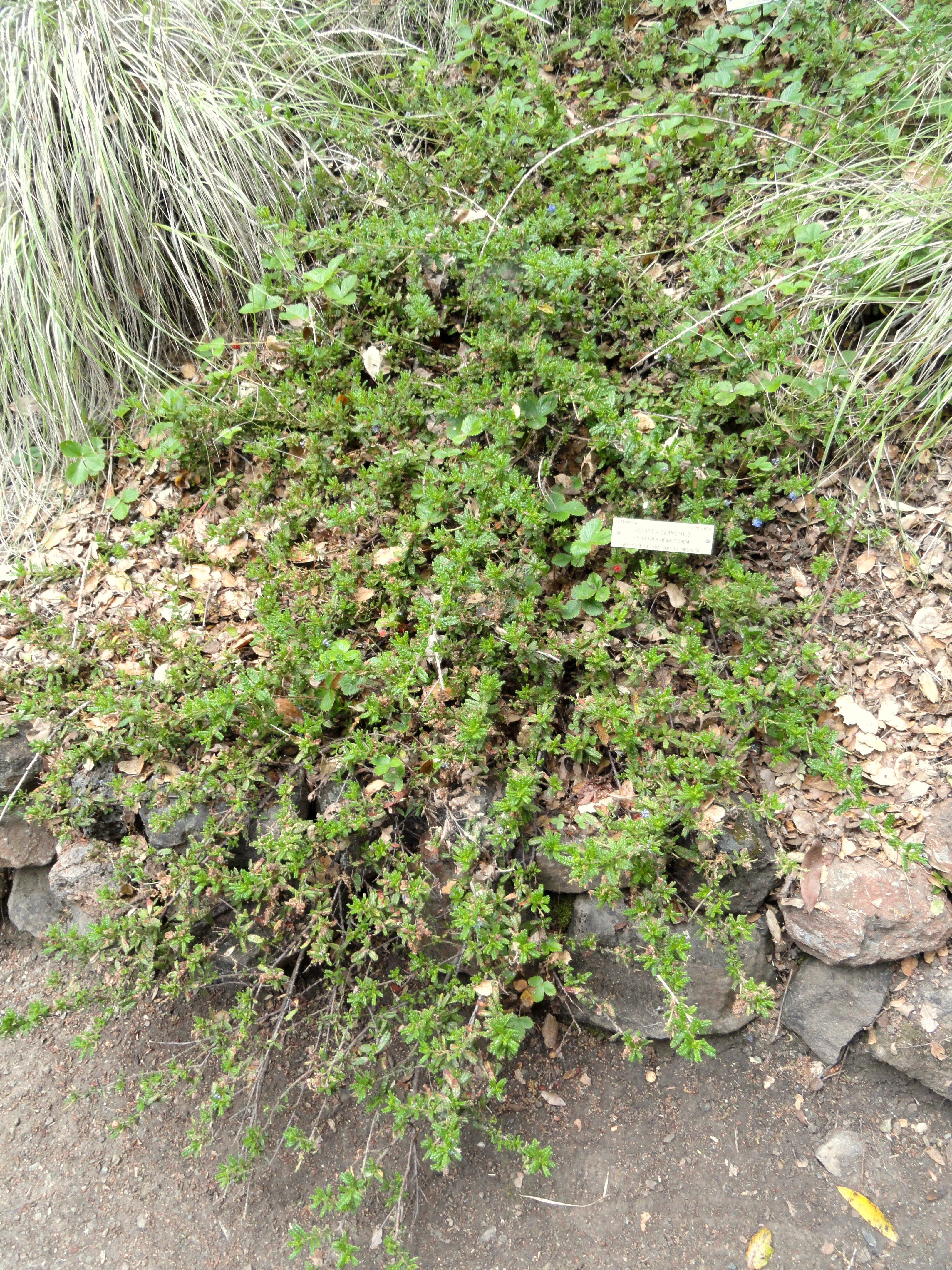
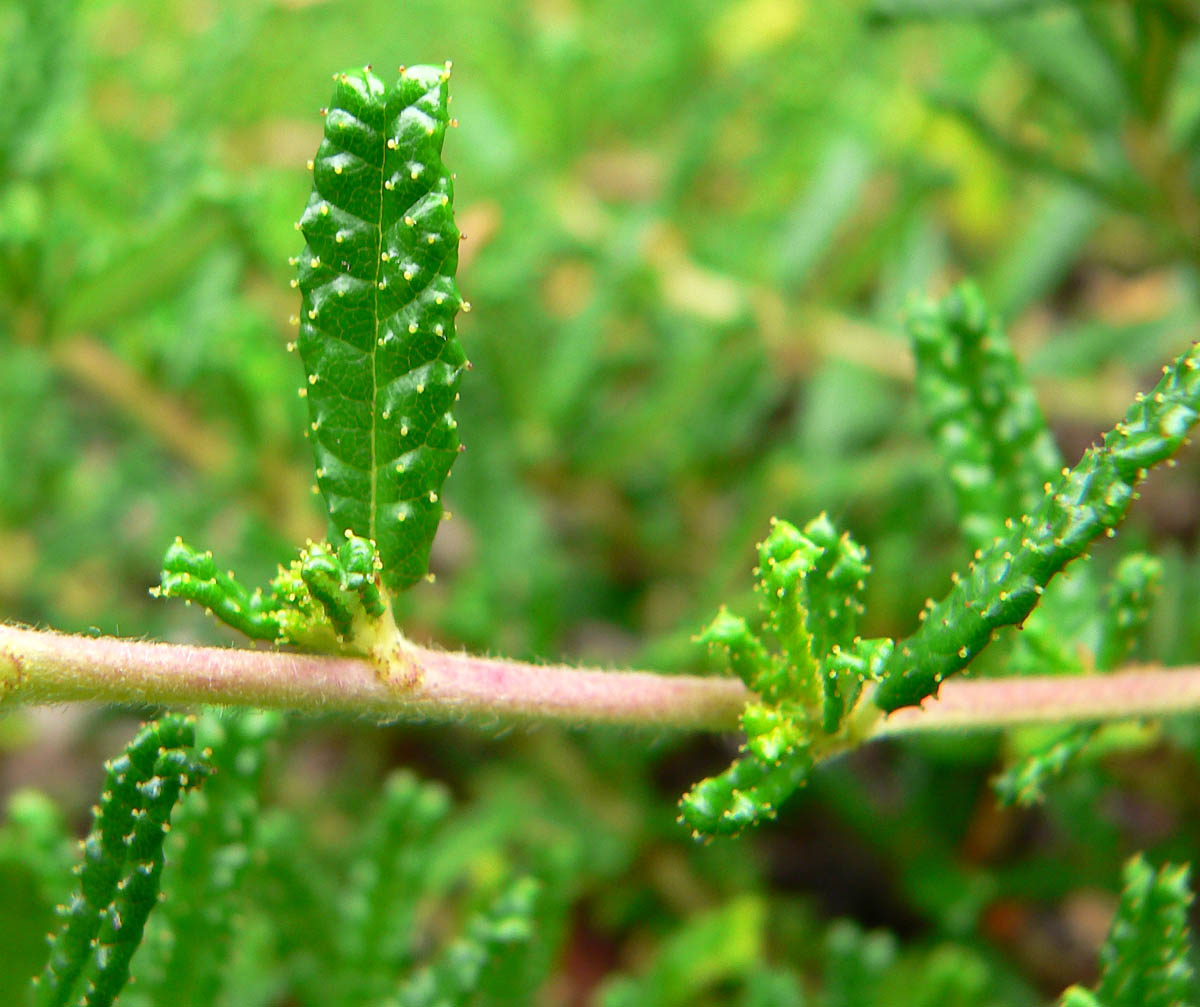
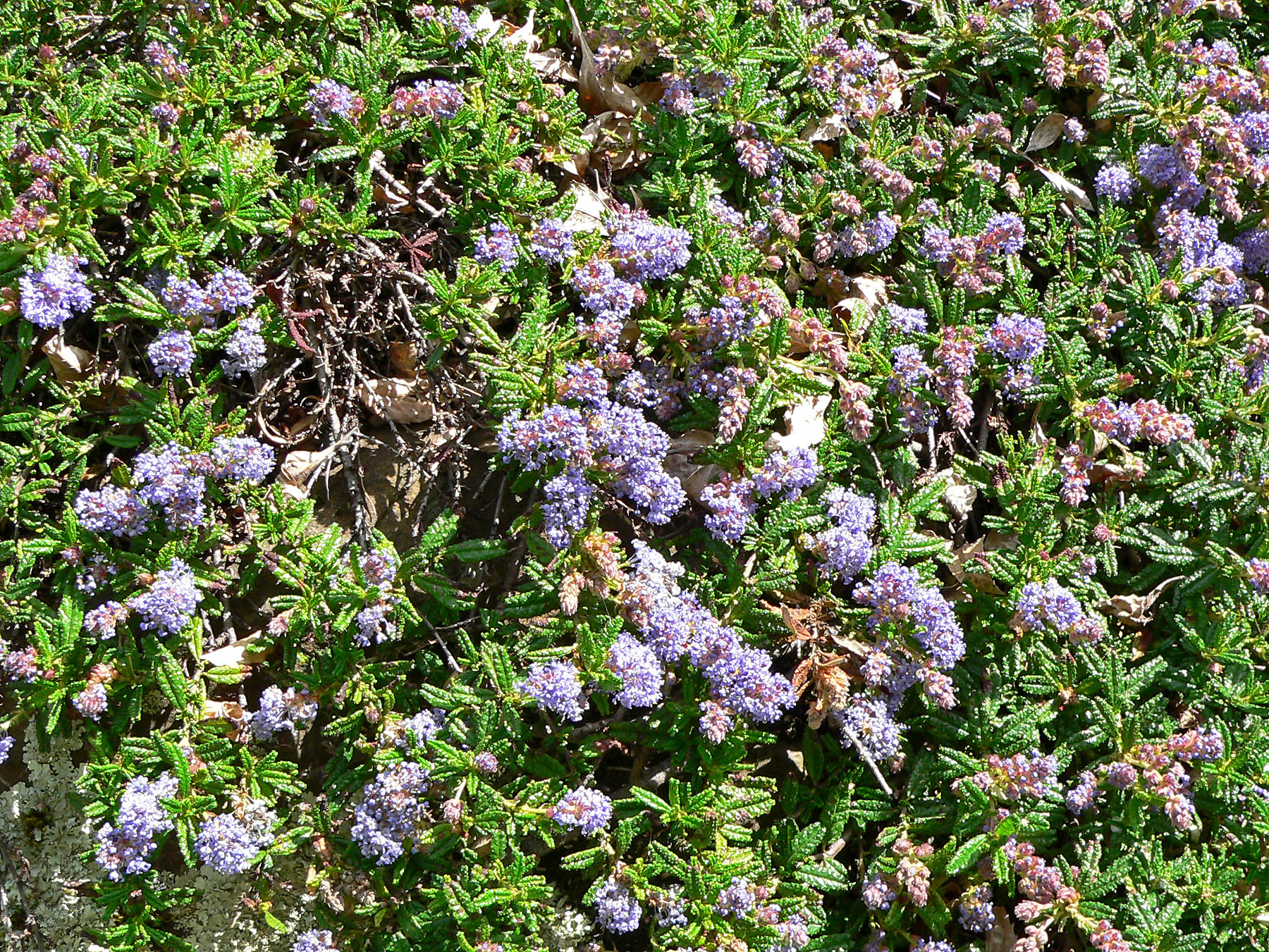